# Fumana arabica
Fumana arabica är en solvändeväxtart som först beskrevs av Carl von Linné, och fick sitt nu gällande namn av Édouard Spach. Fumana arabica ingår i släktet barrsolvändor, och familjen solvändeväxter. Inga underarter finns listade i Catalogue of Life.

## Bildgalleri

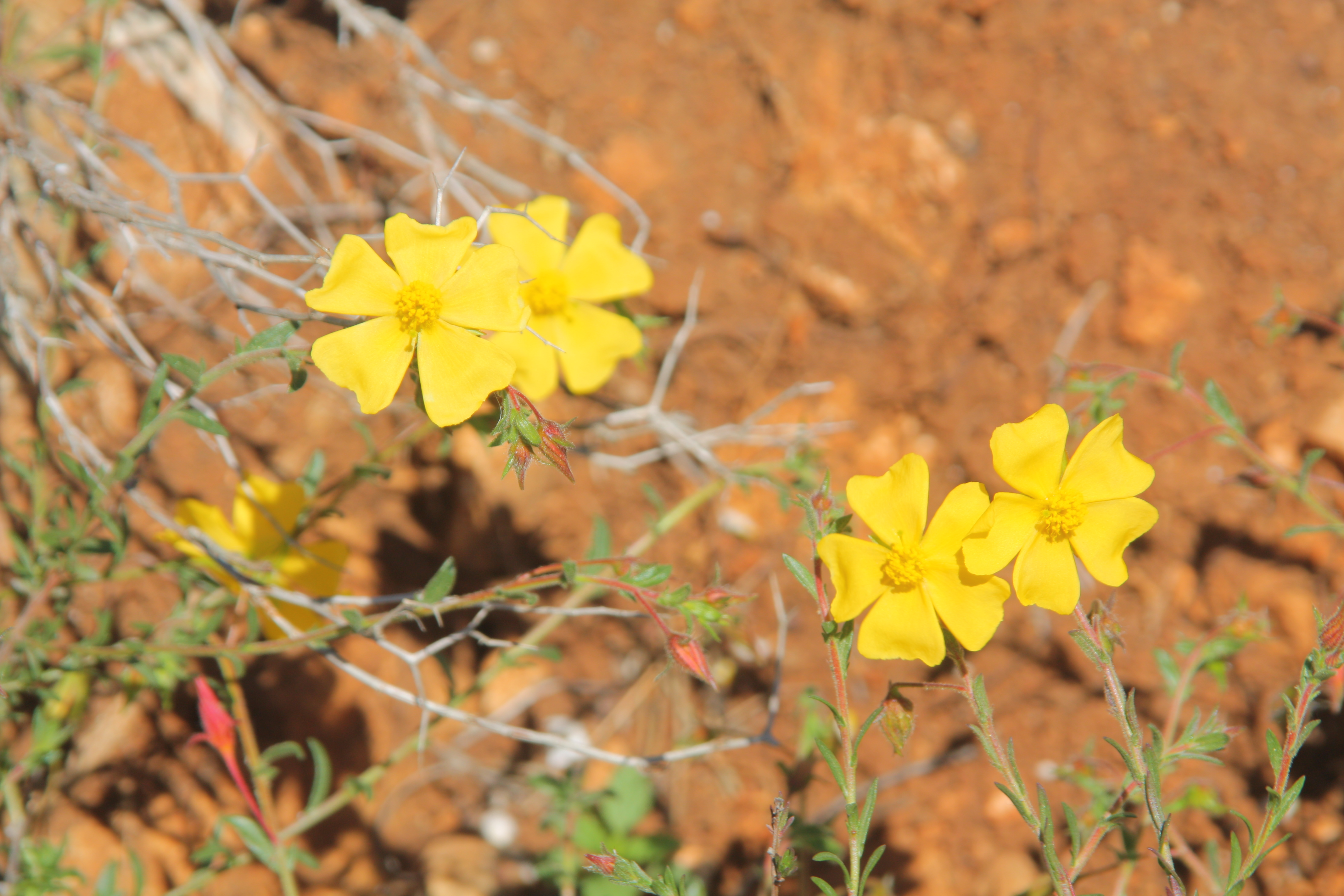